# Gezeitenvorausberechnung

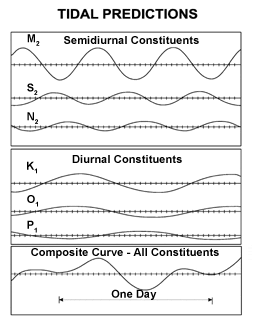
Gezeitenvorhersage unter der Berücksichtigung der unterschiedlichen Partialtiden.

Unter Gezeitenvorausberechnung (englisch tidal predictions) versteht man die Vorhersage des Ablaufs der Gezeit  und der Gezeitenströme. Die sich aus Gezeitenvorausberechnung ergebenden Gezeitentafeln finden in der Gezeitenrechnung Anwendung.

## Geschichte
Die Gezeitenvorausberechnung lässt sich einige Jahrhunderte zurückverfolgen und wurde schrittweise mit neuen Erkenntnissen von den Gezeiten vervollkommnet. Anfangs waren es einfache Tabellen mit gesammelten Angaben über die Eintrittszeiten der Tageshochwasser, in der weiteren Entwicklung Gezeitentafeln mit Angaben zu Höhen und Zeiten der Hoch- und der Niedrigwasser für jeweils einen Bezugsort sowie Differenzwerte für den daran anzuhängenden Anschlussort. Die ab 1664 von John Flamsteed im Vereinigten Königreich herausgegebenen tide tables blieben nahezu 150 Jahre lang maßgebend. Sir John Lubbock, 3rd Baronet (* 26. März 1803 † 21. Juni 1865) entwickelte Tafeln nach dem nonharmonischen Verfahren. Er beschreibt in diesem neuen Verfahren die Ungleichheit der Gezeiten infolge der Einflüsse von Mondphase sowie Deklination und Parallaxe von Mond und Sonne und wie sie zusätzlich zur Bestimmung der Eintrittszeiten von Hoch- und Niedrigwasser verwendet werden können. Für die Nordsee, als ausgesprochenes Schelfmeer, lieferte dieses Verfahren akzeptable Ergebnisse. Es war jedoch auf bestimmte Seegebiete beschränkt, in denen Halbtagsgezeiten mit zwei Hoch- und zwei Niedrigwasser innerhalb eines mittleren Mondtages von 24 Stunden und 50 Minuten auftraten.
1868 ging Lord Kelvin völlig anders an die Erforschung des Problems der Gezeitenvorausberechnung heran. Lord Kelvin zerlegte die den Ablauf der Gezeit widerspiegelnden Gezeitenkurven entsprechend den astronomischen Ursachen in eine Serie von harmonischen Schwingungen, deren Perioden aus der Theorie der Bewegungsabläufe von Erde, Mond und Sonne zueinander hergeleitet waren. Die Amplituden und Phasen der einzelnen harmonischen Schwingungen oder Partialtiden ermittelte er durch die Beobachtungen der Gezeit über einen längeren Zeitraum und erstellte daraus Mittelwerte beider Größen. Durch bekannte astronomische Parameter und deren Modifikation konnte er für das jeweilige Jahr Voraussagen treffen. Diese auch harmonisches Verfahren genannte Voraussage ergänzt Lücken des nonharmonischen Verfahrens. Es versagt jedoch in Seichtwassergebieten trotz der als Obertiden eingeführten zusätzlichen Partialtiden und deren nochmalige Erweiterung durch Kombination der letzteren als Verbundtiden. Daher berechnet das Bundesamt für Seeschifffahrt und Hydrographie (BSH, ehemals Deutsches Hydrographisches Institut, DHI) die Gezeiten für die Deutsche Bucht und deren Flussgebiete seit 1954 nach dem Verfahren namens Harmonische Darstellung der Ungleichheiten voraus.
In bestimmten Abständen ist eine Neubestimmung der Rechenwerte wegen der Änderungen der Küstenverläufe im Küstenvorfeld sowie nach menschlichen Eingriffen durch Kunstbauten wie Häfen und Molen erforderlich.
Eine große Anzahl hydrographischer Ämter weltweit gibt Gezeitentafeln mit ausführlichen Vorhersagen für hunderte Bezugsorte an den jeweiligen Küsten der Welt heraus.